# Oorlogswinter (musical)
Oorlogswinter is een Nederlandse musical onder regie van Rogier van de Weerd, gebaseerd op het gelijknamige boek van Jan Terlouw. Oorlogswinter ging op 1 oktober 2011 in première in het Zaantheater in Zaandam. Op 20 mei 2012 werd de laatste voorstelling gespeeld in de Schouwburg Almere.

## Verhaal
Het verhaal speelt zich af in de winter van 1944/1945. Michiel, een jongen van bijna 16 jaar is de zoon van een burgemeester. Tijdens de laatste winter van de oorlog raakt hij echter (onbewust) betrokken bij illegale activiteiten. Dirk, een goede vriend van hem, blijkt in het verzet te zitten en is van plan om samen met een paar andere jongens een distributiekantoor in Lagezande te overvallen. Omdat hij niet zeker weet of dit goed zal aflopen, geeft hij Michiel een brief. Hier mag Michiel met niemand over praten, en hij mag deze alleen openmaken op het moment dat Dirk niet terugkomt. En waar Dirk bang voor was, gebeurt. De overval mislukt en hij wordt opgepakt. Wanneer Michiel de brief besluit open te maken, verandert dit zijn leven totaal. Hij krijgt te maken met situaties die levensbedreigend zijn, en zelfs met de dood.

## Cast
| Rollen                                     | Premièrecast                                                                         | Alternates                                                                           |
| ------------------------------------------ | ------------------------------------------------------------------------------------ | ------------------------------------------------------------------------------------ |
| Michiel van Beusekom                       | Soy Kroon                                                                            | Mitch Blaauw, Kai Vasmel                                                             |
| Moeder van Beusekom / Barones              | Janke Dekker                                                                         | Eefje Thomassen                                                                      |
| Jack (gewonde Engelse piloot)              | Timo Descamps                                                                        | Joey Mensink                                                                         |
| Erica van Beusekom (zus van Michiel)       | Amy Egbers                                                                           | Manon Franken                                                                        |
| Jochem van Beusekom (broertje van Michiel) | Marc Gonkel                                                                          | Tim de Jonge                                                                         |
| Oom Ben                                    | Hans Lemmen                                                                          | Igmar de Haan                                                                        |
| Meester Postma / Yitzack Rosenthal         | Addo Kruizinga                                                                       | Diederik Rep                                                                         |
| Jannechien                                 | Vera Huibregtse                                                                      | Karin Bakker                                                                         |
| Dirk Knopper                               | Pelle Smit                                                                           | Marco van 't Wout                                                                    |
| Schafter                                   | Bart van der Meer                                                                    | Ed Nouwen                                                                            |
| Ensemble                                   | Leerlingen van het Nationaal Jeugd Musical Theater en een aantal externe stagiaires. | Leerlingen van het Nationaal Jeugd Musical Theater en een aantal externe stagiaires. |

## CD
In 2011 werd er tevens een studio-opname van de voorstelling uitgebracht, met de volgende nummers:
- Denkend Aan Holland
- Spertijd
- Bon Vivant
- Word Nooit Een Held
- Nu Wordt Alles Anders
- Denk Na, Michiel
- Theetijd
- Als Je Bang Bent
- Laat Dit Het Laatste Zijn
- Geef Me Je Hand
- De Geschiedenis Van De Familie Rosenthal
- Niets Doen Maakt Schuldig
- Karakter
- Vergeven
- Wie Is De Verrader?
- De Juiste Keuze
- Denkend Aan Vrede
- Geef Me Je Hand (bonustrack)